# São Bento do Sul
São Bento do Sul este un oraș în Santa Catarina (SC), Brazilia.